# 足利シュウマイ
足利シュウマイ（あしかがシュウマイ）は栃木県足利市のご当地グルメの1つ。肉類を用いない焼売である。タマネギと片栗粉を主材料とし、蒸すか、揚げるかして提供される。
もともとは屋台で提供される料理であった。
第二次世界大戦後の食料不足の時代に「松崎さん」として知られる男性がタマネギのみじん切りと片栗粉を団子状にし、半分に切ったものを串に刺し蒸しあげてソースを掛けた料理を屋台で提供していた。その後、足利市内の店や屋台では、この団子を小麦粉の皮で包んで蒸したものを「シュウマイ」として販売するようになった。
足利市内のスーパーマーケットでは「シュウマイ」として本品が販売されており、通常の肉入りの焼売は「肉シュウマイ」の名で販売されている。